# Fecskemoszat
A balatoni fecskemoszat (Ceratium hirundinella) a páncélos ostorosok Gonyaulacales rendjének Ceratium nemzetségének faja. Igen alkalmazkodóképes, tud fotoszintetizálni is, és képes elfogyasztani a nála kisebb egysejtűeket is. Hossza közel 0,1 milliméteres.

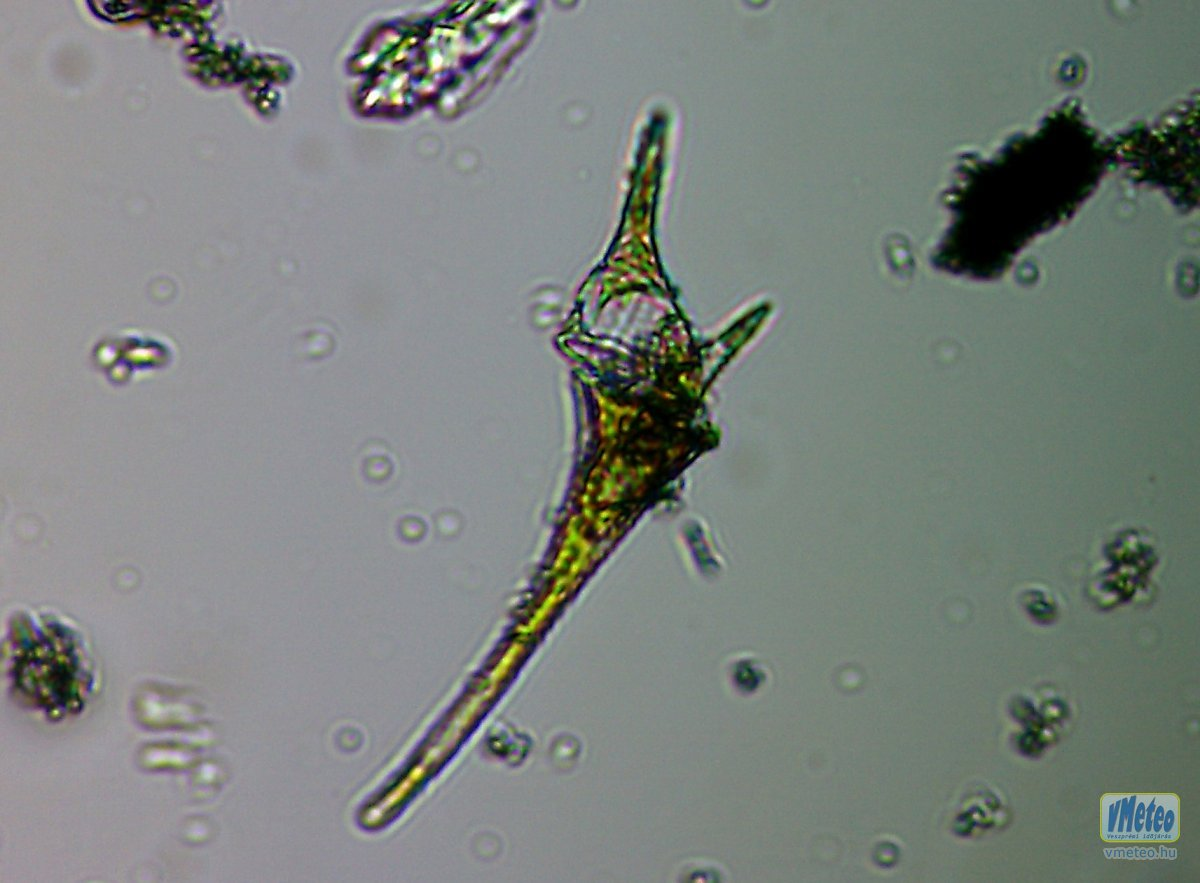
A fecskemoszat mikroszkópon

## Fecskemoszat részletesebb leírása
A Balatonban kevés fajuk él, közülük a fecskemoszat a nyári algaegyüttesek jellegzetes tagja, melynek mérete meghaladja a 100 µm-t, így a mikroszkopikus algák között óriásnak tekinthető. Érdekes, hogy jelenleg a tó nyugati területein egy új jövevény uralkodik (Ceratium furcoides), míg a keleti tórészeken a korábban is jelenlévő balatoni fecskemoszat a domináns (Ceratium hirundinella).